# 京都市消防局
京都市消防局（きょうとししょうぼうきょく）は、京都府京都市の消防部局（消防本部）。

## 沿革
- 1948年3月7日 自治体消防として、京都市消防局・6署（上消防署・下消防署・八坂消防署・北野消防署・加茂消防署・深草消防署）23消防出張所体制で発足する。
- 1949年2月1日 嵯峨消防出張所を再開する。
- 1950年4月1日 中京消防署を開設し、7署体制となる。上消防署を上京消防署に、下消防署を下京消防署に、八坂消防署を東山消防署に、北野消防署を右京消防署に、加茂消防署を左京消防署に、深草消防署を伏見消防署に改称する。伏見消防出張所を南浜消防出張所に改称する。
- 1950年7月20日 梅津消防出張所を再開する。
- 1950年 五条消防出張所を開設する。
- 1951年4月 醍醐寺消防出張所を開設する。
- 1952年8月6日 太秦消防出張所を廃止する。
- 1955年9月1日 北区・南区の設置に伴い、北消防署・南消防署を開設し、9署体制となる。
- 1958年7月22日 大徳寺消防出張所を開設する。
- 1959年12月17日 花背消防吏員駐在所を開設する。
- 1962年12月 淀消防出張所を開設する。
- 1963年3月31日 大原野消防吏員駐在所を開設する。
- 1964年1月20日 岡崎消防出張所を開設する。
- 1964年1月20日 大原野消防吏員駐在所が消防吏員派出所に昇格する。
- 1964年1月20日 東大路消防出張所を廃止する。
- 1964年4月1日 山科消防出張所が消防分署に昇格する。
- 1964年9月1日 吉田消防出張所を廃止する。
- 1965年1月20日 中川消防吏員駐在所を開設する。
- 1969年4月1日 御室消防出張所を開設する。
- 1970年4月1日 松尾消防出張所を開設する。
- 1971年4月1日 岩倉消防出張所を開設する。
- 1971年12月1日 大原野消防吏員派出所が消防出張所に昇格する。
- 1974年4月1日 修学院消防出張所を開設する。
- 1975年4月1日 大原消防出張所を開設する。
- 1975年4月 神川消防出張所を開設する。
- 1976年4月1日 川西消防分署を開設する。
- 1976年4月1日 勧修寺消防出張所を開設する。
- 1976年10月1日 山科区・西京区の設置に伴い、山科消防分署が山科消防署に、川西消防分署が西京消防署に昇格し、11署体制となる。
- 1977年4月1日 鞍馬消防出張所を開設する。
- 1979年5月 向島消防出張所を開設する。
- 1980年4月1日 洛西消防出張所を開設する。大原野消防出張所を廃止する。
- 1984年4月 醍醐寺消防出張所が醍醐消防分署に昇格する。
- 1986年6月 山ノ下消防出張所を開設する。
- 1991年4月1日 中川消防吏員駐在所が消防出張所に昇格する。
- 1995年1月　阪神・淡路大震災に応援出場。
- 1999年9月21日 台湾地震災害に国際消防救助隊を派遣。
- 2001年4月1日 大塚消防出張所を開設する。
- 2005年4月1日 特別高度救助隊にあたる本部指揮救助隊「スーパーコマンドレスキューチーム」を設置。市町村合併により京北消防出張所を開設する（京都中部広域消防組合より移管）。
- 2007年3月27日 能登半島地震に緊急消防援助隊を派遣。
- 2010年10月1日 五条消防出張所を移転・改称し塩小路消防出張所を開設する。
- 2011年2月23日 ニュージーランドカンタベリー地震（クライストチャーチ）に国際消防救助隊を派遣
- 2011年12月1日 大原消防出張所を移転し、新たに救急隊を配置。
- 2011年3月11日 東北地方太平洋沖地震に伴う東日本大震災に対して南三陸町に緊急消防援助隊を派遣。
- 2011年3月27日 福島第一原子力発電所事故に緊急消防援助隊を派遣。
- 2012年7月9日 京都府内初の機動二輪車を3台導入。
- 2012年11月1日 国内初の速消小型水槽車を上京消防署と東山消防署に配備。
- 2013年4月1日 寺町消防出張所を救急隊専用に転換し、中部救助隊は岡崎消防出張所に配置転換。
- 2013年9月1日 東寺消防出張所を移転・改称し京都駅西消防出張所（救急隊専用）を開設する。
- 2013年10月1日 右京消防署・中京消防署・下京消防署に速消小型水槽車を配備。
- 2014年12月18日 消防隊・救急隊・救助隊の部隊名変更を行った。消防隊と救急隊は「消防署や出張所の頭文字等＋隊」、救助隊に関しては「出張所の頭文字等＋特別救助隊」として「北部救助隊」は「北野高度救助隊」に改称[1]。
- 2016年4月 熊本地震に緊急消防援助隊を派遣。
- 2016年10月1日 四条消防出張所を移転・改称し京都市立病院消防出張所（救急隊専用）を開設する。
- 2017年4月 消防学校における職員教育を京都府と共同化。
- 2017年10月1日 室町消防出張所庁舎を改築して紫明消防出張所と改称、北野消防出張所より高度救助隊（救助工作車・大型救助工作車）を配置転換。北野消防出張所には小型水槽車・大型水槽車を配備。大宮消防出張所を廃止。
- 2018年10月1日 本部救助隊と吉祥院特別救助隊を統合し、「上鳥羽特別高度救助隊」(スーパーアドバンスドレスキューチーム)が発足する。南浜消防出張所の消防隊を「南浜特別救助隊」に転換し、勧修寺消防出張所の消防隊を「勧修寺特別救助隊」に、山ノ下消防出張所の救助隊を消防隊に部隊入替えを実施。消防局本部に配置の本部指揮隊を「北部方面統括指揮隊」と改め、消防活動総合センターに「南部方面統括指揮隊」を新設する[2]。
- 2019年1月27日 勧修寺消防出張所を移転・改称し西勧修寺消防出張所を開設する。
- 2021年3月29日 北消防署を移転[3]。
- 2022年3月31日 消防音楽隊及びカラーガード隊を廃止[4]。
- 2024年1月1日 能登半島地震発生に際し、緊急消防援助隊を出動（京都府内の他の消防本部15隊「京都府大隊」として出動）[5]。

## 組織
- 本部
  - 総務部：総務課、施設課、人事課
  - 消防団・自主防災推進室
  - 予防部：予防課、指導課
  - 警防部：警防課、情報指令課、救急課
  - 消防学校：教育管理課
- 消防署：本署、出張所
- 総務課：企画管理係、消防団係
- 消防課：予防課係、指導係、市民指導係、第一、第二部警防部隊（消防隊・救助隊・救急隊・指揮隊）

## 主力機械
※2024年現在
- 消防ポンプ車：35台
- 小型水槽車：23台
- 水槽車：11台
- 小型動力ポンプ付軽積載車：1台
- ブーム付き水槽車：1
- はしご車：16台 - 小型1台・大型8台・屈折5台
- 司令車：22台
- 高規格救急車：50台
- 救急指導車：2台
- 化学車：4台
- 司令車：20台
- 広報車：12台
- 査察車：19台
- 救助工作車（II型）：6台 - 紫明高度救助隊及び岡崎・南浜・塩小路・梅津・西勧修寺特別救助隊が運用
- 特殊災害対策車：1台 - 塩小路特別救助隊
- 大型救助工作車（III型）：1台 -紫明高度救助隊が運用
- 災害現場指揮支援車：1台 - 上鳥羽特別高度救助隊運用
- 総務省消防庁貸与車両
  - 特殊災害対策車：1台 - 南消防署 上鳥羽特別高度救助隊（旧名称が本部救助隊）運用
  - 特別高度工作車：1台 - 上鳥羽特別高度救助隊運用
  - 大規模震災用高度救助車：2台で1セット - 上鳥羽特別高度救助隊運用。それまで本部救助隊が運用していた大型救助工作車は廃車された。
  - 支援車I型：2台 - 消防活動総合センターの特別装備隊運用
  - 大型除染システム搭載車 ：1台 - 特別装備隊運用
  - 燃料補給車：1台 - 特別装備隊運用
  - 無線中継車：1台 - 消防局本部
  - 機動鑑識車：1台 - 京都市消防活動総合センターに消防研究センターの機動鑑識車が配置されている。
- 監察指導車：7台
- 都市型水害対策車：1台
- 特殊災害対策車：2台 - 塩小路消防出張所の塩小路特別救助隊が運用
- 大型水槽車：1台 - 北野消防出張所配置
- 高発泡排煙車：1台 - 南消防署配置
- 電源照明車：1台 - 山科消防署配置
- 放水砲車：1台 - 御室消防出張所配置
- 空気充填照明車：1台 - 特別装備隊運用
- 消救車（消防救急車）：1台 - 2007年（平成19年）4月15日、北消防署中川消防出張所に全国で2台目となる消救車を導入した。
- 高度救急救護車（ハイパーアンビュランス）：1台 - それまで運用していた札幌ボデー・トライハートの大型救急車を更新する形で導入。いすゞ・ギガベースの東京消防庁の特殊救急車（スーパーアンビュランス）と同型の車両。2015年6月より特別装備隊が運用し[6]、後に京都市立病院消防出張所へ配置転換。
- 器材搬送車：44台
- 整備保全車：3台
- 起震車：2台
- 多目的ローダー：1台
- 消防バイク隊（KYOTO REDWING）：3台 - 消防局本部
- 消防ヘリコプター：2機 - 1機は消防庁の機体を無償使用。

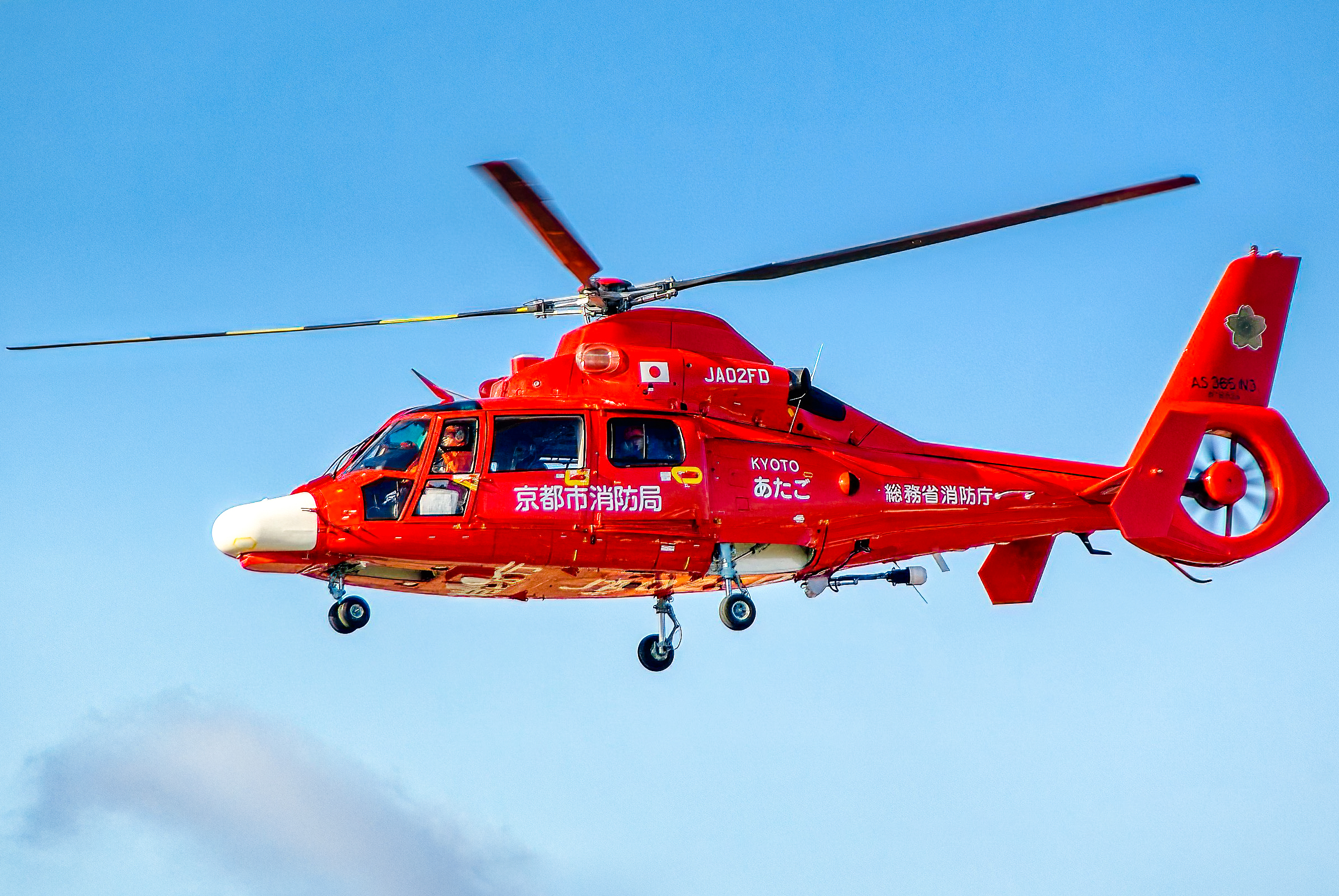
消防防災ヘリコプター「あたご」（JA02FD、AS365N3、総務省消防庁から貸与）
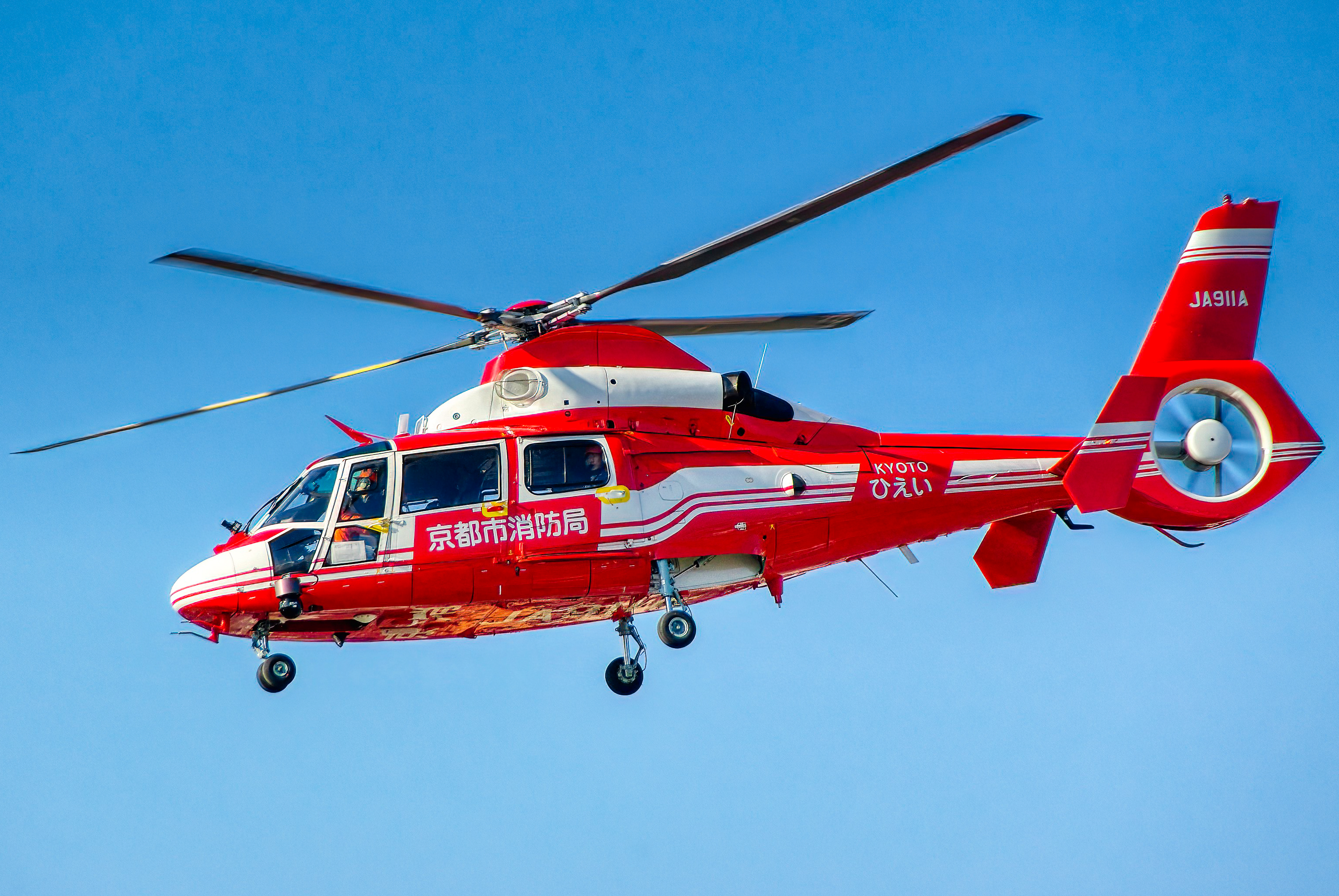
消防防災ヘリコプター「ひえい」（JA911A、AS365N3）
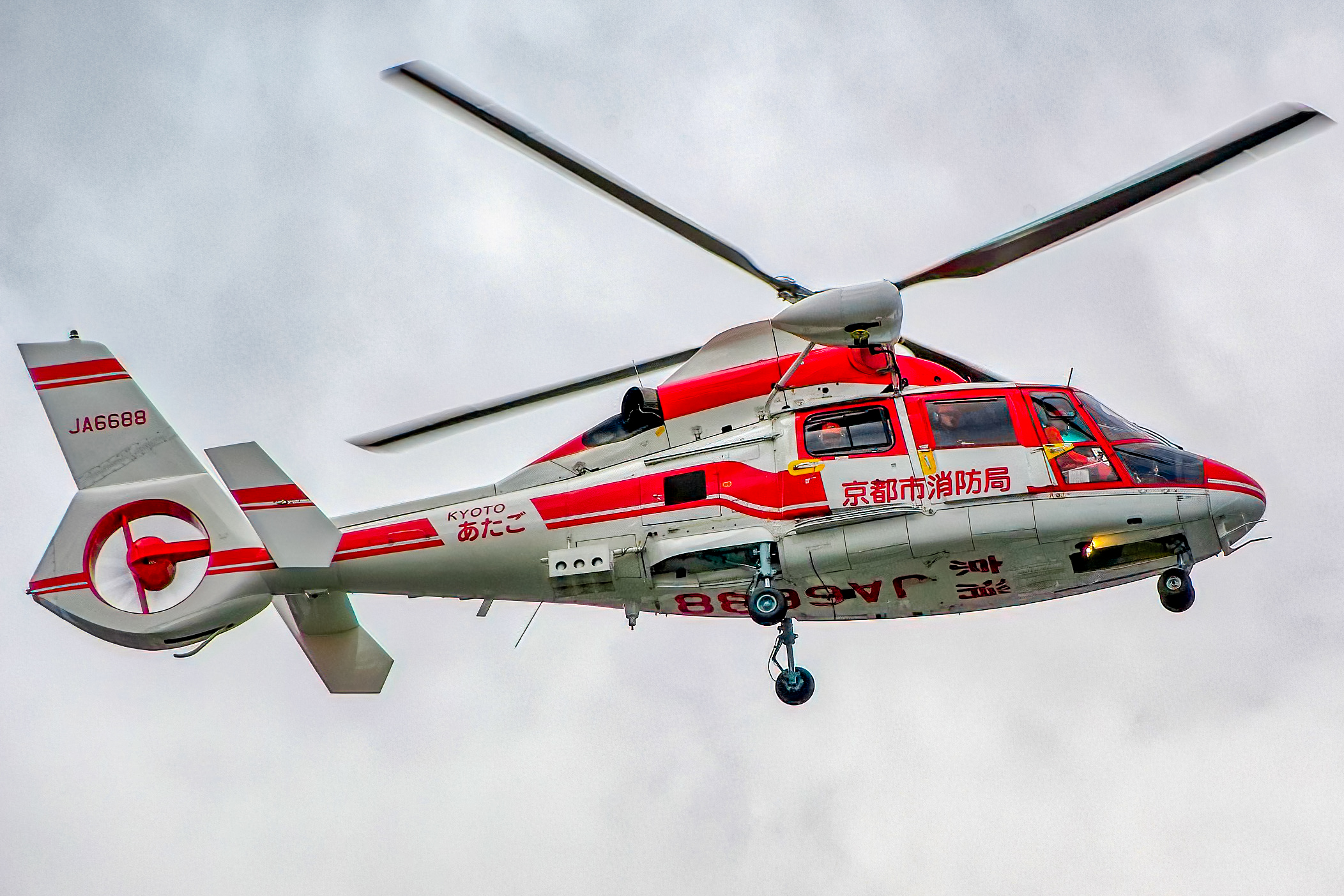
旧 消防防災ヘリコプター「あたご」（JA6688、AS365N2）

## 消防署
| 消防署     | 住所                              | 分署                     | 出張所 |
| ---------- | --------------------------------- | ------------------------ | --- |
| 北消防署   | 北区大宮西脇台町17番地の2         | なし                     | 大徳寺：北区紫野大徳寺町88 紫明：北区小山南上総町1-1 中川：北区中川北山町48-2 |
| 上京消防署 | 上京区釜座通下立売下る東裏辻町398 | なし                     | 北野：上京区今小路通御前西入紙屋川町870 |
| 左京消防署 | 左京区田中西大久保町36            | なし                     | 岡崎：左京区岡崎円勝寺町23-1 鹿ケ谷：左京区鹿ケ谷上宮ノ前町37 岩倉：左京区岩倉幡枝町1204 修学院：左京区修学院大林町13-8 大原：左京区大原大長瀬町179-2 鞍馬：左京区鞍馬貴船町5-2 花背：左京区花脊八桝町1-1 |
| 中京消防署 | 中京区西堀川通御池下ル西三坊町521 | なし                     | 寺町：中京区押小路通寺町東入榎木町101 京都市立病院：中京区壬生東高田町1-2 西大路：中京区西ノ京東中合町45                                                                                                  |
| 東山消防署 | 東山区清水5-130-8                 | なし                     | 泉涌寺：東山区泉涌寺五葉ノ辻町13-2 |
| 山科消防署 | 山科区西野今屋敷町2-10            | なし                     | 西勧修寺：伏見区深草神明講谷町2番地の1 大塚：山科区大塚北溝町23-1 |
| 下京消防署 | 下京区五条通高倉西入堺町27番地    | なし                     | 塩小路：下京区上之町13番地 中堂寺：下京区中堂寺北町71 |
| 南消防署   | 南区西九条菅田町4-1               | なし                     | 京都駅西：南区西九条戒光寺町2番地 吉祥院：南区吉祥院御池町6 西八条：南区吉祥院西ノ庄淵ノ西町42 久世：南区久世中久世町2-129-2                                                                              |
| 右京消防署 | 右京区太秦蜂岡町36                | なし                     | 嵯峨：右京区嵯峨天竜寺今堀町1 梅津：右京区梅津高畝町46 御室：右京区御室大内35-1 京北：右京区京北下中町勝山田8                                                                                             |
| 西京消防署 | 西京区樫原佃19                    | なし                     | 桂：西京区桂市ノ前町12 松尾：西京区松尾木ノ曽町59-6 洛西：西京区大枝東新林町2-4 |
| 伏見消防署 | 伏見区竹田七瀬川町9-1             | 醍醐：伏見区醍醐大構町28 | 南浜：伏見区南浜町273-2 淀：伏見区淀池上町197 神川：伏見区久我森の宮町14-27 向島：伏見区向島四ツ谷池7-10 山ノ下：伏見区桃山町山ノ下44-5                                                                   |

## 消防学校
- 京都市消防学校：消防吏員や消防団員の教育を行う。府内の消防力強化や京都府立消防学校（八幡市）の老朽化から両校の統合が検討され[9][10]、2017年度より府立消防学校が同居する形で職員教育を共同化した[11]。
  - 住所：京都府京都市南区上鳥羽塔ノ森下開ノ内21番地の3

## その他の施設
- 消防活動総合センター - 消防学校などが統合されている。
- 救急教育訓練センター
- 元町消防職員待機宿舎、西ノ京消防職員待機宿舎、御室消防職員待機宿舎、太秦消防職員待機宿舎
- 消防ヘリポート - 伏見区横大路千両松町に所在。